# Вальцев, Виталий Геннадиевич
Виталий Геннадиевич Вальцев (7 ноября 1917, пос. Космынино, Костромская губерния — 7 декабря 1989, Ленинград, СССР) — российский советский живописец, график и педагог, кандидат искусствоведения, профессор Ленинградского института живописи, скульптуры и архитектуры имени И. Репина, член Ленинградского Союза художников.

## Биография
Виталий Геннадиевич Вальцев родился 7 ноября 1917 года в селе Космынино Нерехтского района Костромской губернии. В 1936 году поступил на живописный факультет Ленинградского института живописи, скульптуры и архитектуры. Занимался у И. Бродского. Участник Великой Отечественной войны. После демобилизации вернулся к учёбе и окончил институт в 1948 году по мастерской Р. Френца с присвоением квалификации художника живописи. Дипломная работа — жанровая картина «У походной кухни».
После окончания учёбы занимался в аспирантуре института. Кандидат искусствоведения (1954). С 1949 года преподавал в Ленинградском институте живописи, скульптуры и архитектуры имени И. Е. Репина, профессор. Член Ленинградского Союза художников с 1948 года. Участник выставок с 1940 года. Автор картин «Утро на Волге» (1936), «Песчаный холм» (1947), «Колхозный пейзаж» (1951), «Комсомольцы на добыче торфа», «Пора сенокоса» (обе 1954), «Первые дни в наркомате» (1956), «Летом» (1957), «На лесах» (1960), «Девушки на лесах» (1963), «Ленинградцам (В зимний день)» (1964), «Красные косынки» (1967) и др.
Скончался 7 декабря 1989 года в Ленинграде на 73-м году жизни.
Произведения В. Г. Вальцева находятся в Государственном Русском музее, в музеях и частных собраниях в России, Франции, Японии и других странах.

## Выставки
- 1951 год (Ленинград): Выставка произведений ленинградских художников.
- 1957 год (Ленинград): 1917 - 1957. Выставка произведений ленинградских художников.
- 1960 год (Ленинград): Выставка произведений ленинградских художников.
- 1976 год (Москва): Изобразительное искусство Ленинграда.
- 1985 год (Ленинград): 40 лет Великой победы. Выставка произведений художников - ветеранов Великой Отечественной войны.